# Heaven Knows
«Heaven Knows» (с англ. — «Небеса знают») — песня, записанная американской певицей Донной Саммер при участии вокальной группы Brooklyn Dreams. Песня впервые появилась на концертном альбоме певицы Live and More в составе трека «MacArthur Park Suite». Сингловая версия песни смогла добраться до 4-й строчки чарта Billboard Hot 100 и продержалась там три недели.
Существует также версия песни, записанная для альбома Sleepless Nights Brooklyn Dreams, на которой уже Донна Саммер выступает в качестве бэк-вокалистки.

## Отзывы критиков
Клифф Уайт из журнала Smash Hits заявил, что песня достаточно броская и сможет попасть в чарты, но только благодаря тому, что её исполнила Донна Саммер, однако, если бы её спела неизвестная исполнительница, она не привлекла бы особого внимания. Он также добавил, что Саммер может лучше.

## Чарты

### Еженедельные чарты
| Чарт (1978—1978)                                                    | Высшая позиция |
| ------------------------------------------------------------------- | -------------- |
| Австралия (Kent Music Report)                                       | 15             |
| Великобритания (OCC UK Singles)                                     | 34             |
| Канада (RPM Adult Contemporary)                                     | 2              |
| Канада (RPM Dance/Urban)                                            | 20             |
| Канада (RPM Top Singles)                                            | 3              |
| Новая Зеландия (Recorded Music NZ)                                  | 14             |
| США (Billboard Adult Contemporary)                                  | 17             |
| США (Billboard Dance Club Songs) · Как часть «MacArthur Park Suite» | 1              |
| США (Billboard Hot 100)                                             | 4              |
| США (Billboard Hot R&B/Hip-Hop Songs)                               | 10             |
| США (Cash Box Top 100)                                              | 4              |
| США (Jet)                                                           | 8              |

### Годовые чарты
| Чарт (1979)              | Позиция |
| ------------------------ | ------- |
| Канада (RPM Top Singles) | 43      |
| США (Billboard Hot 100)  | 39      |
| США (Cash Box Top 100)   | 38      |

## Сертификации
| Регион | Сертификация | Продажи  |
| --- | ------------ | -------- |
| Канада (Music Canada) | Золотой      | 150 000^ |
| США (RIAA) | Золотой      | 500 000^ |
| * Данные о продажах приведены только на основе сертификации. ^ Данные о тиражах приведены только на основе сертификации. |              |          |